# Helena Cavallier
Helena Cavallier   (Barcelona, 5 de maig de 1855 - Rio de Janeiro, 15 d'abril de 1920) va ser una actriu de cinema mut i de l'escena teatral. Durant les primeres dècades del segle XX va treballar en produccions brasileres com Noivado de Sangue (1909), Pela Vitória dos Clubes Carnavalescos Antônio Serra (1909), Os Dois Proscritos ou a Restauração de Portugal em 1640 (1909) o Mil Adultérios (1910).

## Teatre
- A Morgadinha de Val de Flôr  (1879)
- As doutores (1897)